# Nathaniel James
Nathaniel Mark James (Port of Spain, 17 giugno 2004) è un calciatore trinidadiano, centrocampista del Portland Hearts of Pine e della nazionale trinidadiana.

## Carriera

### Club
Dopo aver teminato il percorso universitario al Queen's Royal College, dove ha giocato con la selezione calcistica dell'ateneo, nel 2020 si è trasferito a Trinidad e Tobago dove ha iniziato la carriera calcistica con il W Connection. Nel 2023 ha firmato con il Club Sando ma dopo pochi mesi è stato acquistato dai giamaicani del Mount Pleasant.
Il 10 marzo 2025 è rientrato negli Stati Uniti dove ha firmato un contratto con il Portland Hearts of Pine.

### Nazionale
Ha giocato nella nazionale trinidadiana Under-20.
Ha debuttato con la nazionale maggiore trinidadiana l'11 marzo 2023 in un'amichevole vinta 1-0 contro la Giamaica.
Nel 2025 è stato incluso nella lista dei convocati per la CONCACAF Gold Cup 2025.

## Statistiche

### Cronologia presenze e reti in nazionale
| Cronologia completa delle presenze e delle reti in nazionale ― Trinidad e Tobago | Cronologia completa delle presenze e delle reti in nazionale ― Trinidad e Tobago | Cronologia completa delle presenze e delle reti in nazionale ― Trinidad e Tobago | Cronologia completa delle presenze e delle reti in nazionale ― Trinidad e Tobago | Cronologia completa delle presenze e delle reti in nazionale ― Trinidad e Tobago | Cronologia completa delle presenze e delle reti in nazionale ― Trinidad e Tobago | Cronologia completa delle presenze e delle reti in nazionale ― Trinidad e Tobago | Cronologia completa delle presenze e delle reti in nazionale ― Trinidad e Tobago |
| Data                                                                             | Città                                                                            | In casa                                                                          | Risultato                                                                        | Ospiti                                                                           | Competizione                                                                     | Reti                                                                             | Note                                                                             |
| -------------------------------------------------------------------------------- | -------------------------------------------------------------------------------- | -------------------------------------------------------------------------------- | -------------------------------------------------------------------------------- | -------------------------------------------------------------------------------- | -------------------------------------------------------------------------------- | -------------------------------------------------------------------------------- | -------------------------------------------------------------------------------- |
| 11-3-2023                                                                        | Montego Bay                                                                      | Giamaica                                                                         | 0 – 1                                                                            | Trinidad e Tobago                                                                | Amichevole                                                                       | -                                                                                | 63’                                                                              |
| 11-6-2023                                                                        | Chester                                                                          | Guatemala                                                                        | 0 – 1                                                                            | Trinidad e Tobago                                                                | Amichevole                                                                       | -                                                                                | 69’                                                                              |
| 7-9-2023                                                                         | Port of Spain                                                                    | Trinidad e Tobago                                                                | 1 – 0                                                                            | Curaçao                                                                          | CONCACAF Nations League 2023-2024 - 1° turno                                     | 1                                                                                | 83’ 87’                                                                          |
| 13-10-2023                                                                       | Port of Spain                                                                    | Trinidad e Tobago                                                                | 3 – 2                                                                            | Guatemala                                                                        | CONCACAF Nations League 2023-2024 - 1° turno                                     | 1                                                                                | 79’ 101’                                                                         |
| 20-11-2023                                                                       | Port of Spain                                                                    | Trinidad e Tobago                                                                | 2 – 1                                                                            | Stati Uniti                                                                      | CONCACAF Nations League 2023-2024 - Quarti di finale                             | -                                                                                | 77’                                                                              |
| 3-3-2024                                                                         | Malabar                                                                          | Trinidad e Tobago                                                                | 0 – 0                                                                            | Giamaica                                                                         | Amichevole                                                                       | -                                                                                | 78’                                                                              |
| 5-6-2024                                                                         | Port of Spain                                                                    | Trinidad e Tobago                                                                | 2 – 2                                                                            | Grenada                                                                          | Qual. Mondiali 2026                                                              | -                                                                                | 66’                                                                              |
| 8-6-2024                                                                         | Saint Peter's                                                                    | Bahamas                                                                          | 1 – 7                                                                            | Trinidad e Tobago                                                                | Qual. Mondiali 2026                                                              | 1                                                                                | 67’                                                                              |
| 6-9-2024                                                                         | Tegucigalpa                                                                      | Honduras                                                                         | 4 – 0                                                                            | Trinidad e Tobago                                                                | CONCACAF Nations League 2024-2025 - 1° turno                                     | -                                                                                | 59’                                                                              |
| 14-10-2024                                                                       | Bacolet                                                                          | Trinidad e Tobago                                                                | 3 – 1                                                                            | Cuba                                                                             | CONCACAF Nations League 2024-2025 - 1° turno                                     | -                                                                                | 72’                                                                              |
| 9-2-2025                                                                         | Kingston                                                                         | Giamaica                                                                         | 1 – 1                                                                            | Trinidad e Tobago                                                                | Amichevole                                                                       | -                                                                                | 64’                                                                              |
| 25-3-2025                                                                        | Couva                                                                            | Trinidad e Tobago                                                                | 4 – 0                                                                            | Cuba                                                                             | Gold Cup 2025 - Play-Off                                                         | 1                                                                                | 55’                                                                              |
| 6-6-2025                                                                         | Port of Spain                                                                    | Trinidad e Tobago                                                                | 6 – 2                                                                            | Saint Kitts e Nevis                                                              | Qual. Mondiali 2026                                                              | 1                                                                                | 76’                                                                              |
| 10-6-2025                                                                        | San José                                                                         | Costa Rica                                                                       | 2 – 1                                                                            | Trinidad e Tobago                                                                | Qual. Mondiali 2026                                                              | -                                                                                | 84’                                                                              |
| 15-6-2025                                                                        | San Jose                                                                         | Stati Uniti                                                                      | 5 – 0                                                                            | Trinidad e Tobago                                                                | Gold Cup 2025 - 1º turno                                                         | -                                                                                | 46’                                                                              |
| 19-6-2025                                                                        | Houston                                                                          | Trinidad e Tobago                                                                | 1 – 1                                                                            | Haiti                                                                            | Gold Cup 2025 - 1º turno                                                         | -                                                                                | 56’                                                                              |
| 22-6-2025                                                                        | Paradise                                                                         | Arabia Saudita                                                                   | 1 – 1                                                                            | Trinidad e Tobago                                                                | Gold Cup 2025 - 1º turno                                                         | -                                                                                | 71’                                                                              |
| Totale                                                                           |                                                                                  | Presenze                                                                         | 17                                                                               |                                                                                  | Reti                                                                             | 5                                                                                |                                                                                  |